# 앤드루 메이너드
앤드루 레스터 메이너드(영어: Andrew Lester Maynard, 1964년 4월 8일~)는 미국의 전직 권투 선수이다. 미국 국가대표 선수로 활동하여 1988년 하계 올림픽 남자 라이트헤비급 종목에서 금메달을 획득했다.